# Bertrand Lemennicier
Pour les articles homonymes, voir Bucquet.
Bertrand Claude Lemennicier (ou Lemennicier-Bucquet), né le 15 octobre 1943 à Paris et mort le 15 décembre 2019, à Saint-Cloud, est un économiste français, spécialiste de la théorie des choix publics et de l’analyse économique du droit.

## Biographie

### Formation
Après une maîtrise en économétrie à l’université de Nantes, il obtient un doctorat de 3ème cycle en économie appliquée de l’université Paris Dauphine en 1971, effectuant sa thèse sous la direction de Pascal Salin. Il obtient ensuite un doctorat d’État ès sciences économiques en 1975 de l’université Panthéon-Sorbonne et passe l'agrégation de sciences économiques en 1987.

### Parcours
Chargé de recherches au Centre de recherche pour l'étude et l'observation des conditions de vie (CREDOC) et maître de conférences à l’université de Paris Dauphine pendant de nombreuses années, il est devenu professeur agrégé des universités. Nommé à l’université de Lille II et finalement coopté à l’université de Paris II Panthéon-Assas, il s'est occupé un temps de la branche européenne de l'Institute for Humane Studies, institution dont l'objet est de former les étudiants à la pensée libérale.
Membre du Centre de Recherche en Economie et Droit (C.R.E.D.)de l'université de Paris II Panthéon-Assas, il fut également Research Fellow à l’International Center for Economic Research (I.C.E.R.) Turin.
Il a été membre du jury du premier concours d’agrégation de sciences économiques en 2004 sous la présidence de Pascal Salin, lors duquel il fut critiqué, avec trois autres membres du jury, pour son affiliation à la Société du Mont-Pèlerin et son favoritisme pour les thèses ultralibérales,. Il fut aussi membre du jury du concours externe de recrutement des commissaires généraux des armées.

## Positions
Bertrand Lemennicier appartient au courant libertarien et à une école de pensée  qui s'attache à appliquer l'analyse économique aux faits sociaux comme la famille, le droit, la politique. Il revisite les écrits de Frédéric Bastiat, économiste français considéré comme majeur dans les pays anglo-saxons mais tombé dans l’oubli en France, et axe ses analyses sur la théorie des choix publics et à l’analyse économique du droit, sujets longtemps négligés du cursus universitaire d’économie en France.
En 1984, il participe au collectif La Liberté à refaire, dirigé par Michel Prigent sous l'égide des Cercles universitaires, où il se prononce pour une libéralisation de la durée du temps de travail, une réduction de la pression fiscale sur les entreprises via la suppression des cotisations patronales et une privatisation d’une partie des services publics. En 1992, il est signataire du manifeste des économistes pour le « non au traité de Maastricht ». Il est pour un temps proche de Démocratie libérale (DL).
Fidèle aux principes libertariens, il défend l’appropriation par l’homme de son propre corps et la liberté pour celui-ci d’en disposer tel qu’il le souhaite. Il se place de facto en opposition aux mouvements anti-avortement et plus largement aux lobbies souhaitant imposer des contraintes sur l’utilisation par l’être humain de son corps par l’intermédiaire de la Loi.

## Autres fonctions
- Membre de la Société du Mont-Pèlerin
- Membre de l’American Economic Association
- Administrateur et vice-président de l'Association pour la liberté économique et le progrès social (ALEPS)

## Ouvrages
- Avec Louis Lévy-Garboua, Benoît Millot et François Orivel, L'Aide aux étudiants en France : faits et critique, Paris, Centre national de la recherche scientifique, coll. « Actions thématiques programmées : sciences humaines » (no 18), 1977, 123 p. (ISBN 2-222-02084-0, BNF 34610954)
- Avec François Bourguignon, Fiscalité, para-fiscalité et offre de travail féminin, Paris, Centre de recherche pour l'étude et l'observation des conditions de vie, 1984, 161 + II (BNF 34839874)
- Le Marché du mariage et de la famille, Paris, Presses universitaires de France, coll. « Libre échange » (no 16), 1988, 226 p. (ISBN 2-13-041426-5, BNF 34936328)
- Avec Jacques Garello et Henri Lepage, Cinq questions sur les syndicats, Paris, Presses universitaires de France, coll. « Libre échange », 1990, 214 p. (ISBN 2-13-043292-1, BNF 36642136)
- Économie du droit, Paris, Cujas, coll. « Théories économiques », 1991, 177 p. (BNF 35473860)
- Avec Bertrand Deveaud, Tabac, l'histoire d'une imposture : enquête sur le complot anti-fumeurs, Paris, Grancher, 1994, 203 p. (ISBN 2-7339-0458-2, BNF 35727469)
- Avec Bertrand Deveaud, L'OMS : bateau ivre de la santé publique : les dérives et les échecs de l'agence des Nations unies, Paris-Montréal, L'Harmattan, coll. « Santé, sociétés et cultures », 2000, 177 p. (ISBN 2-7384-5703-7, BNF 36180258)
- La Morale face à l'économie, Paris, Organisation, 2005, 287 p. (ISBN 2-7081-3443-4, BNF 40080577)
- Les Mythes de l'insécurité routière, Nice, Le Libre Échange, coll. « Habeas corpus », 2016 (ISBN 979-10-93166-09-4)
- Privatisons la justice : une solution radicale à une justice inefficace et injuste, Nice, OVADIA, 2017